# Piel de otoño
Piel de otoño es una telenovela mexicana producida por Televisa de la mano de MaPat López de Zatarain en 2004. Comenzó sus emisiones un año después el 9 de mayo del 2005 en el horario de las 17:00 h. y finalizó el 23 de septiembre del 2005 con un total de 90 episodios.
Contó con una historia original de Eric Vonn, Liliana Abud y Lindy Giacoman. La adaptación la realizaron Martha Olaíz, Tania Bartran y Antonio Abascal.
Está protagonizada por Laura Flores y René Strickler; y con las participaciones antagónicas de Sergio Goyri, Sabine Moussier, Manuel Landeta y Alejandro Ávila. Cuenta con las actuaciones estelares de María Marcela, Gerardo Murguía, Andrea Torre, Agustín Arana, Jorge de Silva, Florencia de Saracho, Luis Xavier, Yolanda Ventura y Joana Brito; además de la actuación especial de la primera actriz Raquel Olmedo.
Las grabaciones de la telenovela iniciaron el 15 de marzo de 2004 y finalizaron el 29 de julio de 2004. Cabe destacar que se transmitió primero en los Estados Unidos en la cadena de Univision y también desde febrero del 2005 en el canal chileno Mega y después llegó a México, tal como se hizo con la telenovela Amar otra vez.

## Sinopsis
Con el amor y el apoyo incondicional de Lucía, su esposo Ramón ha progresado en su trabajo hasta lograr una excelente posición económica. Sus hijos Liliana y Miguel Ángel asistieron a las mejores escuelas y nunca han sentido las carencias que sufrieron sus padres al inicio de su matrimonio. Sin embargo, Lucía no es feliz; Ramón se ha vuelto materialista y cruel. Constantemente la humilla y ha hecho que sus hijos le pierdan el respeto. Liliana, consentida y caprichosa, llega al extremo de seguir a su novio hasta España, donde el muchacho la embaraza y la abandona. Guardando el secreto de su maternidad, Liliana deja a su hija Natalía a cargo de unas religiosas y regresa a México, donde llega hasta a robar dinero a su padre para mantener a la bebita. Miguel Ángel, por su parte, es un muchacho flojo e irresponsable que cree que todo lo merece.
Lucía se ha convertido en una sombra, un ser inseguro y triste que ya no sabe dónde quedaron sus sueños. Sus únicos momentos de alegría son cuando, a solas frente a su computadora, abre su corazón a un alma gemela que la comprende, la aconseja, y de quien, poco a poco y en silencio, se ha ido enamorando; aquel hombre misterioso cuyo rostro solo imagina, cuya voz nunca ha escuchado, y que firma sus mensajes simplemente como "Viento".
Su amiga Rosario también carga con una pesada cruz. Tuvo que huir con sus hijos porque su esposo es un psicópata que la golpeaba constantemente. Eduardo y Gabriela no recuerdan cómo era Víctor en verdad, pues Rosario les dio la imagen de un padre amoroso y responsable que murió cuando eran pequeños. Esta mentira crea un abismo entre Rosario y sus hijos cuando Víctor los encuentra. A base de artimañas, se gana la amistad de los jóvenes, hasta lograr que Gabriela se vaya a vivir con él, y Rosario vive en un terror constante por la vida de su hija.
La de Triana es una gran historia de amor. Habiéndose marchado de España hace tres décadas tras descubrir a su esposo en brazos de su mejor amiga, llegó a México y conoció a Martín, con quien vivió muchos años de amor y felicidad. Poco después de la muerte de su amado Martín, Triana se entera de que pronto se reunirá con él, ya que padece de un cáncer terminal. Cuando recibe la noticia de que su esposo en España también ha muerto y le ha heredado toda su fortuna, Triana se ríe de la ironía del destino. Antes de fallecer, hace su testamento y le deja a Rosario su departamento en México y a Lucía su herencia en España. Rosario y Lucía sienten un gran dolor por la pérdida de su querida amiga, y gratitud por su generosidad.
Un día, por casualidad, Lucía se entera de que Liliana tiene una hija, y que piensa darla en adopción. Lucía, quien pasó su infancia en la orfandad, por ningún motivo permitirá que su nieta sufra como ella. Decidida, Lucía enfrenta a Liliana, pero esta se niega a admitir la existencia de la criatura. Lucía acude a Ramón para pedirle ayuda y lo encuentra con Rebeca, su amante. Destrozada, Lucía recibe el golpe final cuando su hijo Miguel Ángel la culpa de su ruptura con su más reciente conquista y le deja de hablar. Con el alma hecha pedazos y sintiendo que es un estorbo para su familia, empaca sus cosas y se marcha a España para iniciar una nueva vida y tratar de encontrar a la pequeña Natalia. En España conoce a los amigos de Triana: Santiago, un distinguido pintor, Jordi y Mayte, quienes la reciben con cariño y le ofrecen un hogar. Santiago y Lucía se sienten atraídos de inmediato, pero aunque su corazón se consume de amor por Santiago, quien resulta ser en realidad "Viento", Lucía es todavía una mujer casada y solo puede ofrecerle su amistad.
Mientras la empresa de Ramón se derrumba por las deudas y la vida de sus hijos se hunde cada vez más en el vicio y el vacío, Lucía se transforma en una mujer nueva, elegante, segura de sí misma. Descubre su talento para las finanzas al asociarse con Mayte y su fortuna se incrementa. Además, su alegría es inmensa cuando, con la ayuda de Santiago, por fin encuentra a Natalia. Ahora, Lucía sabe que para ser completamente feliz, para poder entregarse en cuerpo y alma a su apasionado amor por Santiago, debe volver a México una vez más y enfrentar los temores y el dolor que dejó atrás, sacar finalmente todas sus ilusiones del cajón de los recuerdos y tomar las riendas de su propio destino. Porque el amor de Santiago ha hecho vibrar su piel de otoño... y el amor nunca llega tarde.

## Elenco
- Laura Flores - Lucía Villarreal de Mendoza / de Mestre
- René Strickler - Santiago Mestre
- Sergio Goyri - Ramón Mendoza
- Sabine Moussier - Rebeca Franco
- Raquel Olmedo - Triana Gallastegui
- Gerardo Murguía - Gustavo Hellman
- María Marcela - Rosario Ruiz de Gutiérrez / de Castañeda
- Manuel Landeta - Víctor Gutiérrez
- Alejandro Ávila - Bruno Dordelli
- Alejandra Procuna - Claudia Lambarri
- Andrea Torre - Gabriela Gutiérrez Ruiz
- Yolanda Ventura - Mayte Gómez de Samperio
- Jorge de Silva - Eduardo Gutiérrez Ruiz
- Florencia de Saracho - Liliana Mendoza Villarreal
- Agustín Arana - Pablo Castañeda
- Franco Gala - Miguel Ángel Mendoza Villarreal
- Arancha Gómez - Nora Berumen
- Luis Xavier - Jordi Samperio
- Mónica Garza - Carmina Rubio
- Susy-Lu Peña - Alexa Riveroll
- Ramón Valdez Urtiz - Martín
- Ricardo Margaleff - Edson
- Joana Brito - Jovita Muñoz
- Roberto Sen - Julián Bandera
- Carlos de la Mota - Diego
- Francisco Avendaño - Luis
- Mirta Reneé - Lucrecia Durán
- Ricardo Crespo - Juan Carlos
- Rosángela Balbó - Elvira Castañeda
- Archie Lanfranco - Dr. Silva
- Marco Muñoz - Lic. Alberto Díaz
- Paola Ochoa - Conchita Pérez
- Sergio Jurado - Padre René Ruiz
- Yousi Díaz - Cristina Miranda
- Luis Bayardo - Rodrigo
- Jorge Ortín - Rafael
- Roberto Miquel - Octavio Escalante
- Héctor del Puerto - Enrique
- Abraham Stavans - Arcadio
- Fernando Carrera - Jorge Poncela
- Patricia Romero - Jessica Rodríguez
- Óscar Alberto López - Rafa
- Adrián Ruiz - Eusebio Hurtado Juárez
- Maricarmen Vela - Hilda Castañeda
- Graciela Bernardo
- Liza Willert[7]- Madre De Claudia
- Antonio Escobar
- Juan Manuel Espadas - Héctor
- Claudia Platt
- Erik Guecha
- Jorge Peralta
- Mirta Renée
- Claudia Troyo - Violeta
- Enrique Hidalgo
- Horacio Castelo
- Maru Dueñas
- José María Negri
- Javier Ruán
- Benito Ruiz
- Arturo Lorca
- Benjamín Islas
- Norma Iturbe - Enfermera

## Banda sonora
- David Bisbal - Esta ausencia
- Luis Miguel - Échame a mi la culpa
- Chayanne - Contra vientos y mareas
- Paulina Rubio - Te quise tanto
- Enrique Iglesias - No es amor
- Alejandro Fernández - Que lástima
- Miguel Bosé - Olvidame tú
- Juanes - Volverte a ver
- Shakira - No
- Alejandro Sanz - Tu no tienes alma
- Azúcar Moreno - Él (Ese hombre)
- Álex Ubago - Cuanto antes
- Cristian Castro - Te buscaría
- Sin Bandera - Mientes tan bien
- Reik - Yo quisiera

## Premios y nominaciones

### Premios TVyNovelas 2006
| Categoría               | Nominado(a)    | Resultado |
| ----------------------- | -------------- | --------- |
| Mejor actor protagónico | René Strickler | Nominado  |
| Mejor actor antagónico  | Sergio Goyri   | Ganador   |
| Mejor primera actriz    | Raquel Olmedo  | Nominada  |
| Mejor tema musical      | David Bisbal   | Nominado  |

### Premios Bravo
| Año  | Categoría              | Nominado     | Resultado |
| ---- | ---------------------- | ------------ | --------- |
| 2006 | Mejor actor antagónico | Sergio Goyri | Ganador   |

### TV Adicto Golden Awards
| Año  | Categoría                 | Nominado(a)             | Resultado |
| ---- | ------------------------- | ----------------------- | --------- |
| 2005 | Mejor villano             | Sergio Goyri            | Ganador   |
| 2005 | Mejor personaje maduro    | Raquel Olmedo           | Ganadora  |
| 2005 | Mejor telenovela mexicana | MaPat López de Zatarain | Ganadora  |

## Versiones
- Piel de otoño es una readaptación de la telenovela Cicatrices del alma, producida por Eugenio Cobo para Televisa en 1986 protagonizada por Norma Herrera y Germán Robles y antagonizada por Gregorio Casal.

## Comercialización en formatos caseros
Grupo Televisa lanza a la venta el DVD de Piel de Otoño.